# 노아 클라우니

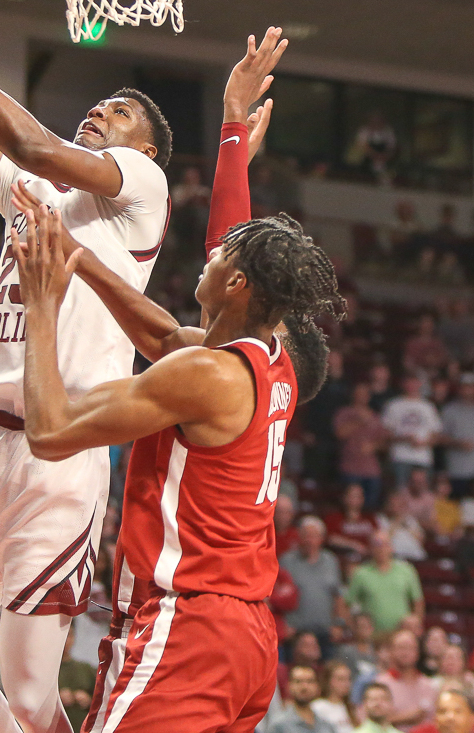

노아 클라우니(Noah Clowney, 2004년 7월 14일 ~ )는 전미 농구 협회(NBA) 브루클린 네츠의 미국 프로 농구 선수이다. 앨라배마 크림슨 타이드(Alabama Crimson Tide)에서 대학 농구를 했다.

## 대학 경력
앨라배마에서 신입생 시즌을 보내기 전 여름 동안 클라우니는 크림슨 타이드의 유럽 투어에 참가하여 경기당 평균 12.3득점과 7.7리바운드를 기록했다. 중국대표팀과의 경기에서는 11득점 10리바운드를 기록했다. 클라우니는 앨라배마의 선발 파워 포워드로 신입생 시즌을 시작했다. 12월 첫 2주 동안 사우스이스턴 콘퍼런스(SEC) 금주의 신입 선수로 선정되었다. 시즌이 끝난 후 클라우니는 2023 NBA 드래프트에 참가했다.